# Edward Drake
Edward Drake (ur. 12 stycznia 1986) – brytyjski narciarz alpejski, uczestnik Zimowych Igrzysk Olimpijskich 2010 w Vancouver. Jego najlepszym wynikiem na igrzyskach olimpijskich jest zajęcie 29. miejsca w 2010 roku w Vancouver w kombinacji.
Dwukrotnie brał udział na mistrzostwach świata w narciarstwie alpejskim. Najlepszym wynikiem Drake’a na mistrzostwach świata było zajęcie 27. miejsca w 2009 roku w Val d’Isère w zjeździe.
Wziął też udział w kilku konkursach Pucharu Świata w narciarstwie alpejskim. Raz zdobył punkty Pucharu Świata – 30 stycznia 2011 roku we francuskim Chamonix podczas super kombinacji zajął 26. miejsce.

## Osiągnięcia

### Zimowe igrzyska olimpijskie
| Igrzyska       | Konkurencja   | Czas    | Wynik |
| -------------- | ------------- | ------- | ----- |
| Vancouver 2010 | Slalom gigant | 2:45.13 | 37.   |
| Vancouver 2010 | Zjazd         | 1:57.91 | 38.   |
| Vancouver 2010 | Supergigant   | 1:33.20 | 32.   |
| Vancouver 2010 | Kombinacja    | 2:50.91 | 29.   |

### Mistrzostwa świata
| Mistrzostwa                 | Konkurencja | Czas    | Wynik |
| --------------------------- | ----------- | ------- | ----- |
| Val d’Isère 2009            | Zjazd       | 2:14.47 | 27.   |
| Val d’Isère 2009            | Supergigant | 1:24.15 | 29.   |
| Val d’Isère 2009            | Kombinacja  | –       | DSQ   |
| Garmisch-Partenkirchen 2011 | Supergigant | –       | DNF   |

### Puchar Świata

#### Miejsca w klasyfikacji generalnej
- 2010/2011 – 158. miejsce